# Ida Falbe-Hansen
Ida Falbe-Hansen, född 19 februari 1849, död 23 september 1922, var en dansk författare, litteraturhistoriker och kvinnorättskämpe. Hon var syster till Vigand Andreas Falbe-Hansen.
Falbe-Hansen blev filosofie magister 1890, lärarinna i nordiska språk och litteratur vid statens högre lärarinneseminarium och andra högra skolor i Köpenhamn. För kännedom om Sveriges litteratur och språk arbetade Falbe-Hansen dels i undervisningen, dels genom att till danska översätta svenska författare som Selma Lagerlöf. Vidare utgav hon tillsammans med Oskar Thyregod Svenske Forfattere i Udvalg for Skole og Hjem (1907) samt Svensk-dansk-norsk Ordbog (1911–1912).
Ida Falbe-Hansen var även Dansk Kvinderaads första ordförande.